# Johann Abt

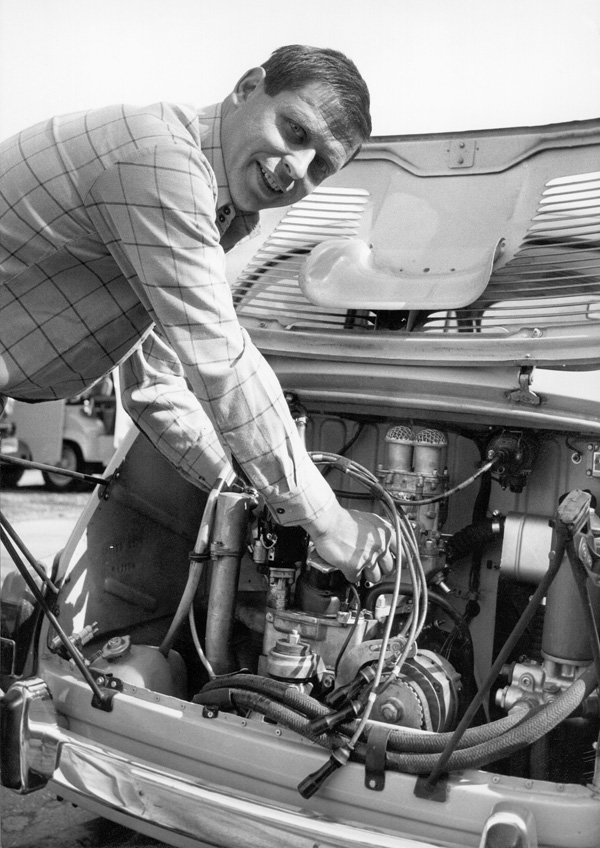
Johann Abt führt Arbeiten am Motor eines Abarth 1000 durch.

Johann Abt (* Dezember 1935; † 11. Oktober 2003) war ein deutscher Motorrad- und Automobilrennfahrer und Begründer der Firma Abt Tuning, aus der später der Rennstall Abt Sportsline hervorging.

## Motorsport
1952 startete Johann Abt mit einem DKW-Motorrad und wurde Vertragsfahrer bei DKW. 1955 war er Mitglied der siegreichen Trophy-Mannschaft bei der 30. Internationalen Sechstagefahrt. Als erstes eigenes Einsatzauto diente wegen des knappen Budgets ein verunfallter DKW F 91. Später fuhr Abt für das italienische Abarth-Team und gewann bereits im ersten Jahr 29 von 30 Rennen. Insgesamt fuhr er über 300 Klassensiege heim.

## Unternehmen
1896 gründete der Großvater von Johann Abt, der ebenfalls Johann Abt hieß, eine Schmiede in Kempten (Allgäu). Das daraus hervorgehende Autohaus handelte zuerst mit Fahrzeugen von DKW, später mit Volkswagen und Audi.
1962 gründete Abt seinen Tuning-Betrieb und integrierte ihn in das Autohaus. Getunt werden Autos der Marken Audi, Seat, Škoda und VW. Seit dem Jahr 2000 sind die Abt-Audis vor allem in der DTM aktiv.

## Familie
Johann Abt ist der Vater von Hans-Jürgen Abt (* 1962) und Christian Abt (* 1967). Sein Enkel Daniel Abt, Sohn von Hans-Jürgen Abt, startete 2009 in der Formel-3-Euroserie und fuhr von 2014 bis 2020 in der FIA-Formel-E-Meisterschaft.

## Statistik

### Einzelergebnisse in der Sportwagen-Weltmeisterschaft
| Saison | Team       | Rennwagen  | 1   | 2   | 3   | 4   | 5   | 6   | 7   | 8   | 9   | 10  | 11  | 12  | 13  | 14  | 15  | 16  | 17  | 18  | 19  | 20  | 21  | 22  |
| ------ | ---------- | ---------- | --- | --- | --- | --- | --- | --- | --- | --- | --- | --- | --- | --- | --- | --- | --- | --- | --- | --- | --- | --- | --- | --- |
| 1963   | Johann Abt | DKW Junior | DAY | SEB | SEB | TAR | SPA | MAI | NÜR | CON | ROS | LEM | MON | WIS | TAV | FRE | CCE | RTT | OVI | NÜR | MON | MON | TDF | BRI |
| 1963   | Johann Abt | DKW Junior |     |     |     |     |     | 72  |     |     |     |     |     |     |     |     |     |     |     |     |     |     |     |     |
| 1964   | Johann Abt | DKW Junior | DAY | SEB | TAR | MON | SPA | CON | NÜR | ROS | LEM | REI | FRE | CCE | RTT | SIM | NÜR | MON | TDF | BRI | BRI | PAR |     |     |
| 1964   | Johann Abt | DKW Junior |     |     |     |     | 48  |     |     |     |     |     |     |     |     |     |     |     |     |     |     |     |     |     |
| 1965   | Johann Abt | DKW F 11   | DAY | SEB | BOL | MON | MON | RTT | TAR | SPA | NÜR | MUG | ROS | LEM | REI | BOZ | FRE | CCE | OVI | NÜR | BRI | BRI |     |     |
| 1965   | Johann Abt | DKW F 11   |     |     |     |     |     |     |     | 55  |     |     |     |     |     |     |     |     |     |     |     |     |     |     |